# Punkt skupienia zbioru
Punkt skupienia zbioru – dla danego zbioru {\displaystyle A} przestrzeni topologicznej T1 taki punkt {\displaystyle p,} dla którego dowolny zbiór otwarty zawierający {\displaystyle p} zawiera przynajmniej jeden punkt zbioru {\displaystyle A} różny od {\displaystyle p,} tzn. przekrój dowolnego sąsiedztwa punktu {\displaystyle p} ze zbiorem {\displaystyle A} jest niepusty.
Punktem skupienia zbioru może być punkt nienależący do niego. Zbiór wszystkich punktów skupienia danego zbioru nazywamy pochodną tego zbioru.

## Własności
- Punkt {\displaystyle p} jest punktem skupienia zbioru {\displaystyle A} wtedy i tylko wtedy, gdy należy do domknięcia zbioru {\displaystyle A\setminus \{p\}}[1].

- W przestrzeni metrycznej, lub ogólniej, w przestrzeni topologicznej spełniającej pierwszy aksjomat przeliczalności, punkt {\displaystyle p} jest punktem skupienia zbioru {\displaystyle A} wtedy i tylko wtedy, gdy jest granicą pewnego ciągu elementów zbioru {\displaystyle A\setminus \{p\}}[1][2].

## Związane pojęcia
- Jeśli punkt należy do zbioru, ale nie jest jego punktem skupienia, to nazywamy go punktem izolowanym (tego zbioru). A zatem punkt {\displaystyle p} należący do zbioru {\displaystyle A} jest izolowany wtedy i tylko wtedy, gdy istnieje takie jego otoczenie, które nie zawiera punktów zbioru {\displaystyle A} różnych od {\displaystyle p.}

- Jeśli w dowolnym otoczeniu punktu {\displaystyle p} znajduje się nieprzeliczalnie wiele elementów zbioru {\displaystyle A,} to punkt {\displaystyle p} nazywamy punktem kondensacji zbioru {\displaystyle A.} Punkt kondensacji zbioru jest więc także jego punktem skupienia (ale nie odwrotnie).

- Przy definiowaniu granic jednostronnych potrzebne jest pojęcie jednostronnego punktu skupienia. Jeśli {\displaystyle A\subseteq \mathbb {R} } (lub ogólniej: dowolnej przestrzeni porządkowej), punkt {\displaystyle x_{0}\in A} jest lewostronnym punktem skupienia zbioru {\displaystyle A,} jeśli jest punktem skupienia zbioru {\displaystyle A\cap (x,x_{0})} dla pewnego {\displaystyle x<x_{0}.} Podobnie punkt {\displaystyle x_{0}\in A} jest prawostronnym punktem skupienia zbioru {\displaystyle A,} jeśli jest punktem skupienia zbioru {\displaystyle A\cap (x_{0},x)} dla pewnego {\displaystyle x>x_{0}.}

Ciąg liczb wymiernych nie posiada granicy, ale ma dwa punkty skupienia: oraz, które są granicami dwóch podciągów: oraz

- Ciąg liczb wymiernych {\displaystyle x_{n}=(-1)^{n}{\frac {n}{n+1}}} nie posiada granicy, ale ma dwa punkty skupienia: {\displaystyle +1} oraz {\displaystyle -1} , które są granicami dwóch podciągów: {\displaystyle x_{2n}=(-1)^{2n}{\frac {2n}{2n+1}}\to +1} oraz {\displaystyle x_{2n+1}=(-1)^{2n+1}{\frac {2n+1}{(2n+1)+1}}\to -1}Punktem skupienia ciągu {\displaystyle (x_{n})_{n=1}^{\infty }} nazywamy każdą z granic podciągów zbieżnych ciągu {\displaystyle (x_{n})_{n=1}^{\infty }.} Innymi słowy, {\displaystyle p} jest punktem skupienia {\displaystyle (x_{n})_{n=1}^{\infty },} gdy dowolne otoczenie otwarte {\displaystyle p} zawiera pewien element ciągu {\displaystyle x_{n}.} Ciąg zbieżny ma jednopunktowy zbiór punktów skupienia (złożony z granicy ciągu). Z drugiej strony, ciąg {\displaystyle x_{n}=0} dla {\displaystyle n} nieparzystych i {\displaystyle x_{n}=n} dla {\displaystyle n} parzystych, ma jednopunktowy zbiór punktów skupienia, ale nie jest zbieżny. Należy też być ostrożnym i rozróżniać punkt skupienia ciągu od punktu skupienia jego zbioru wyrazów. Np. ciąg {\displaystyle x_{1}=1,} {\displaystyle x_{n}=2} dla {\displaystyle n\geqslant 2,} jest zbieżny do 2 (i to jedyny element jego zbioru punktów skupienia), natomiast zbiór wyrazów ciągu {\displaystyle x_{n}} to {\displaystyle \{1,2\},} czyli zbiór, którego wszystkie punkty są izolowane. (Omawiane przykłady dotyczą ciągów na prostej rzeczywistej {\displaystyle \mathbb {R} }).

## Przykłady
- Każda liczba rzeczywista jest punktem skupienia zbioru liczb rzeczywistych. Jest ona także punktem kondensacji tego zbioru.
- Każda liczba rzeczywista jest punktem skupienia zbioru liczb wymiernych.
- Pochodną (zbiorem punktów skupienia) przedziałów {\displaystyle (0,1)} oraz {\displaystyle (0,1]} jest przedział {\displaystyle [0,1].} Jest on także zbiorem punktów kondensacji tych przedziałów.
- Zbiór {\displaystyle \{0,1,2\}} nie ma punktów skupienia – wszystkie punkty tego zbioru są punktami izolowanymi.
- Jedynym punktem skupienia zbioru {\displaystyle \{1,1/2,1/3,1/4,1/5,\dots \}} jest {\displaystyle 0,} wszystkie punkty tego zbioru są izolowane. Zbiór jest przeliczalny, więc nie może mieć punktów kondensacji.
- Jedynymi punktami skupienia zbioru {\displaystyle \{1/4,3/4,1/5,4/5,1/6,5/6,1/7,6/7,\dots \}} są {\displaystyle 0} i {\displaystyle 1,} pozostałe punkty są izolowane.